# A minuit au cimetière
Pour plus de détails, voir Fiche technique et Distribution.
A minuit au cimetière (В полночь на кладбище, V polnoch na kladbishche) est un film perdu russe réalisé par Vassili Gontcharov, sorti en 1910.

## Fiche technique
- Photographie : Vladimir Siversen, Louis Forestier